# Miss Slovenije 1966
Miss Slovenije 1966 je bilo lepotno tekmovanje, ki je potekalo 2. julija 1966 v restavraciji hotela Lucija v Portorožu oz. na terasi restavracije Riviera v Luciji pri Portorožu oz. v restavraciji Taverna v Luciji pri Portorožu.
Tekmovalo je 16 deklet (4 so izločili že dopoldne), ki so se predstavila v belih oblekah in kopalkah. Od njih so izbrali 12 tekmovalk, ki so se ob glasbi orkestra Saše Subote sprehodile po odru med gledalci. Žirija je nato izbrala 6 tekmovalk, izmed teh pa 3 najboljše.
Prireditev sta vodila Helena Koder in Dušan Jakšič.

### Uvrstitve in nagrade
- zmagovalka Mojca Platner, 20 let, študentka, Ljubljana. 500.000 starih dinarjev
- 1. spremljevalka Mirjana Peternelj, Celje. 300.000 s. dinarjev
- 2. spremljevalka Breda Pinterič, 17 let, Maribor. 200.000 s. dinarjev

Vse tri so šle na oktobrski jugoslovanski izbor.

### Glasbeni gostje
Poleg orkestra Saše Subote so nastopili še Lado Leskovar, Lola Novakovič, Nada Kneževič, Dušan Jakšič in Tihomir Petrovič.

### Kritike
Začetna vstopnina je bila med 3000 in 5000 starih dinarjev. Takoj po pričetku so jo spustili na 1000 dinarjev, da so napolnili ves prostor nove restavracije ob morju. Zmagovalka Mojca Platner, ki naj bi pretiravala z lepotnimi tekmovanji, ni bila prepričljiva. Visoka cena vstopnic je od obiska odvrnila Slovence, pa tudi tuje turiste, ki jih v Portorožu in Luciji sicer ni manjkalo. Nekaj deset miz je bilo praznih.

## Miss Jugoslavije 1966
Organizirala sta jo beograjski modni časopis Politika Bazar s sodelovanjem jugoslovanske televizije. Izbiranje deklet po vsej Jugoslaviji je trajalo več mesecev, da bi se jih prijavilo čim več. Na koncu jih je bilo 140. Tekmovanja so bila v pokrajinskih središčih: v Portorožu, Dubrovniku, Budvi, Osijeku, Sarajevu, Kragujevcu, Novem Sadu in Ohridu. Zmagala je 19-letna Nikica Marinović, ribičeva hči in dijakinja Srednje ekonomske šole v Dubrovniku, kar ji je prineslo dva milijona dinarjev in darila. Njen sponzor je bil hrvaško kemično podjetje Saponia. Na svetovnem tekmovanju v Londonu je bila deležna velike publicitete, ker je bila edina udeleženka iz socialistične države. Postala je 1. spremljevalka, zmagala pa je Indijka.
Garderobo Marinovićeve je pripravil Aleksandar Joksimović iz beograjskega Nacionalnega salona za oblačenje. Obleke so bile okrašene z narodnimi motivi. Bile so ocenjene na več kot milijon donarjev. Beograjsko izvozno podjetje Centrotekstil jih je odkupilo, da bi se promoviralo pri angleških konfekcijskih uvoznikih z Marinovićevo kot manekenko. Bila je gostja lorda Anthonyja Grifforda, poslanca zgornjega doma britanskega parlamenta, in njegove žene. Prisostvovala je seji obeh domov britanskega parlamenta. Spoznala je prvaka britanske liberalne stranke Joa Grimonda. Bivala je v Londonu in Parizu.

### Afera vojvodinske predstavnice
Jelena Šeširić, 18-letna predstavnica Vojvodine, ki je bila na jugoslovanskem tekmovanju četrta, je v noči na 6. december 1966 s svojim novim fantom, Vladislavom Labatom, in še enim sodelavcem, Ladislavom Bobanom, vlomila v zlatarno v Novem Sadu. Vsi trije so hodili na pedagoško šolo (Boban je nanjo prišel s ponarejenim maturitetnim spričevalom). Vodja tatvine je bil Labat, ki je že prej kradel magnetofone, tranzistorske radijske sprejemnike in fotoaparate. Zasačil ga je oče, profesor na pedagoški šoli, ki je opazil njegov omot z zlatnino pod pazduho in tudi to, da je bil v času ropa nenavadno dolgo zdoma. Ukradli so za deset milijonov dolarjev zlata.